# آيت علا (آيت لحسن أسعيد)
آيت علا هو دُوَّار يقع بجماعة أكلمام أزكزا، إقليم خنيفرة، جهة بني ملال خنيفرة في المملكة المغربية. ينتمي الدوّار لمشيخة آيت لحسن أسعيد التي تضم 4 دواوير. يقدر عدد سكانه بـ 32 نسمة حسب الإحصاء الرسمي للسكان والسكنى لسنة 2004.

## وصلات خارجية
- البوابة الوطنية للجماعات الترابية
- المندوبية السامية للتخطيط